# 大悲院 (天津市)

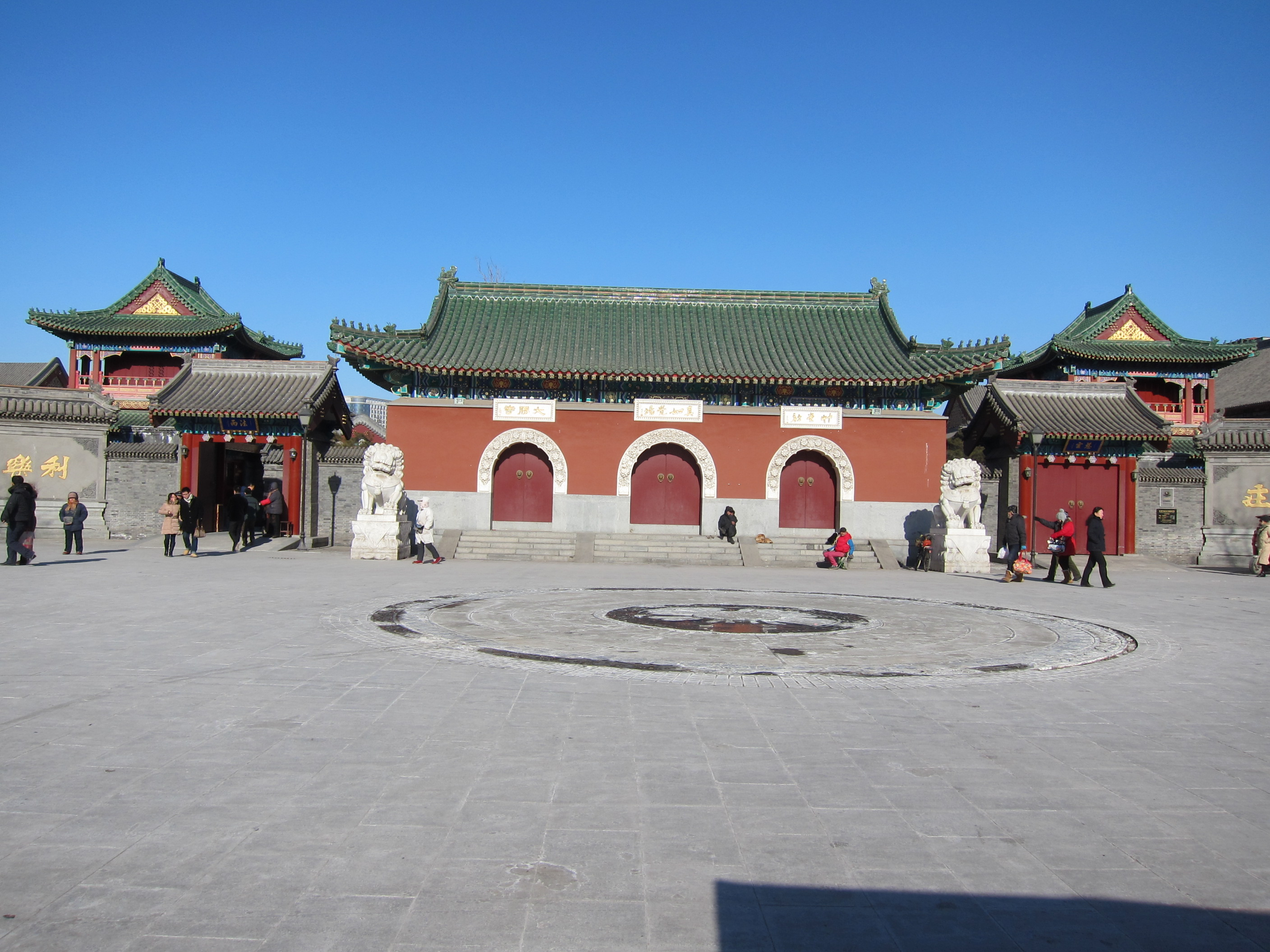
天津市大悲院。

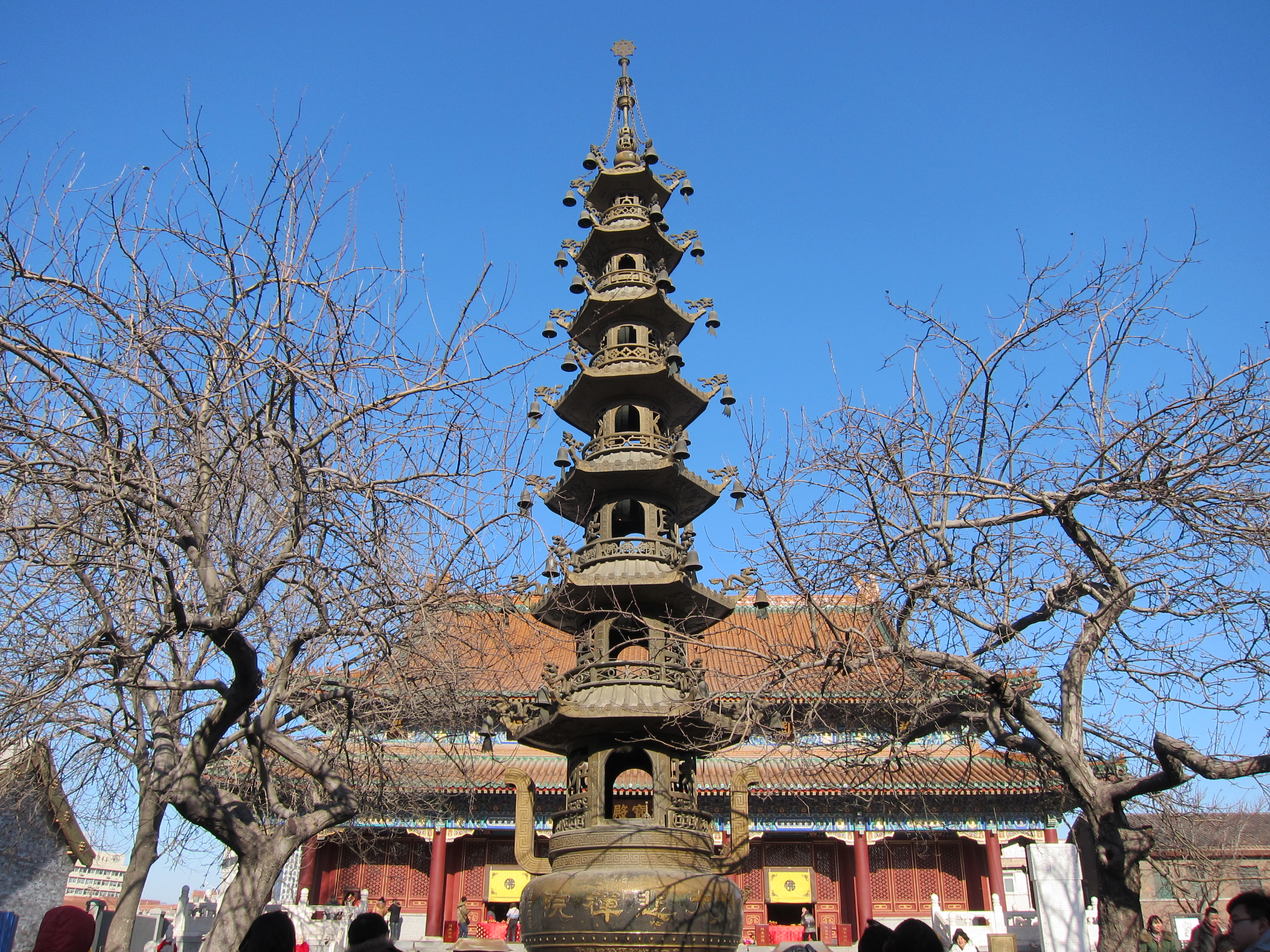
仏塔。

大悲院（だいひいん）は、中華人民共和国天津市河北区にある仏教寺院。天津市仏教協会がここに設置されている。

## 歴史
大悲院は、清代の順治年間に創建された。創立者は天津守備曹斌。康熙八年（1669年）は寺院を重修した。光緒元年（1875年）、直隷総督の李鴻章が先頭に立って出資し、寺院を再建。1940年に拡張され、現在の東西両院となる。1949年より後、地元政府は寺院を修復する、僧寮を建立。1966年、毛沢東が文化大革命を発動し、寺院の宗教活動は中止に追い込まれた。紅衛兵により對寺廟などの宗教施設が徹底的に破壊された。1980年に大規模な再建によって、現在の基礎が築かれた。1982年、仏事活動再開。1983年、中華人民共和国国務院は仏寺を漢族地区仏教全国重点寺院に認定した。1986年、国内外観光客に一般公開される。

## 伽藍
- 東院：天王殿、大雄宝殿（本堂）、大悲殿、地蔵殿、玄奘法師紀念堂、弘一法師紀念堂、講経堂。
- 西院：念佛堂、方丈室、天津市仏教協会会場。

## 文化

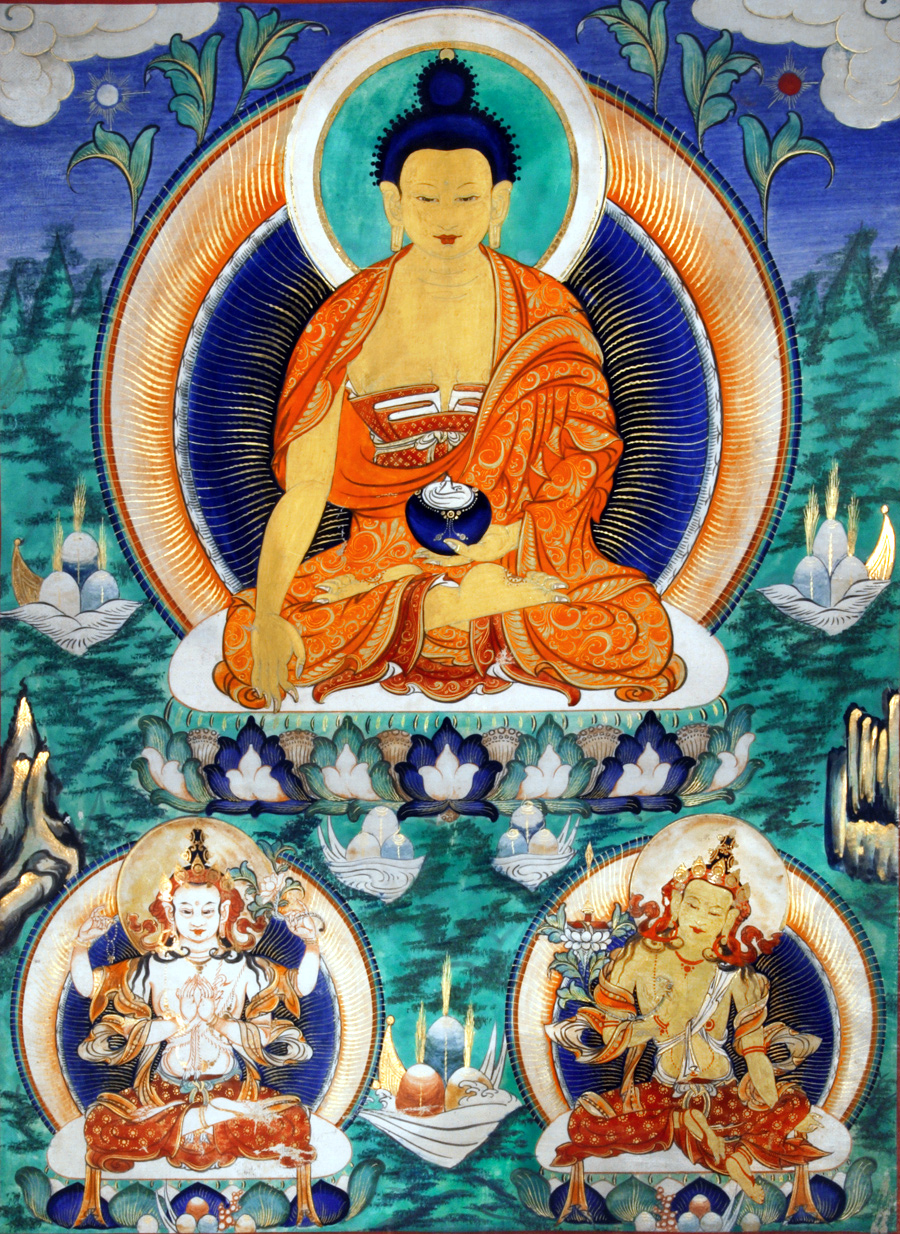
釈迦唐卡像。

玄奘西行図。

大悲院の門額「真如覚場」に趙朴初が書いた作品がある。
本堂の額「大雄宝殿」に天津市出身の書家華世奎が書いた作品がある。正柱の両側に上海市龍華寺の高僧明暘長老が書いた畳字対聯がある、『静聴夜半鐘声声声喚醒主人夢、試看庭前月色色色全彰古仏心』。殿内楹柱の対聯：『利物利人少災少病、救苦救難大慈大悲』。大殿の北門の額「放大光明」に天津出身の学者呉玉如が書いた作品がある。
大悲殿の両側の対聯『行深般若五蘊皆空觀自在、普門示現尋声救苦大悲王』に天津美術学院教授、書画家孫其峰が書いた作品がある。『慈悲法身三十二應随机普渡、円通教主百千万行攝化群生』に天津出身の書家李鶴年が書いた作品がある。門の篆書体の額「古刹大悲禅院」に天津文史館長王襄が書いた作品がある。
弘一法師紀念堂の隷書体の額に龔望が書いた作品がある。『發心来正覚、忘己済群生』の対聯は壁にぶら下げている。

## 重要文化財
- 古銅鎏金千仏蓮座釈迦像
- 玉石造釈迦像（シンガポールの鄭国川贈与）
- 弘一銅像
- 玄奘繍像

## 主な住僧
- 倓虚法師
- 智如法師